# Кваттеры
Кваттеры — в иудаизме важные участники ритуала обрезания. Это два человека, мужчина и женщина (в подавляющем большинстве общин и случаев — муж и жена), которых выбирают заранее на эту роль родители обрезаемого младенца.
После совершения обрезания и наречения ребёнка именем, кваттер принимает его из рук могеля и передает своей жене, которая несет ребёнка к матери для кормления. Согласно традиции, участия в ритуале обрезания на роли кваттеров является добрым знаком (ивр. סגולה‎) для рождения детей. Исходя из этого на роль кватеров как правило приглашаются бездетные пары.